# Peder Fredricson
Carl Peder (Peder) Fredricson (Flen, 30 januari 1972) is een Zweeds ruiter, die gespecialiseerd is in springen.
Hij nam viermaal deel aan de Olympische Spelen en won tijdens de Olympische Zomerspelen van Tokio op de rug van zijn paard All In de gouden medaille in het springconcours team, individueel won hij in Tokio en in 2016 olympisch zilver. Met het Zweedse team won hij in 2004 olympisch zilver

## Resultaten

### Olympische Zomerspelen
| Editie | Plaats         | Resultaten                                                                              |
| ------ | -------------- | --------------------------------------------------------------------------------------- |
| 1992   | Barcelona      | 11e eventing team op Hilly Trip 14e eventing individueel op Hilly Trip                  |
| 2004   | Athene         | springconcours team op Magic Bengtsson 4e springconcours individueel op Magic Bengtsson |
| 2016   | Rio de Janeiro | 7e springconcours team op All In springconcours individueel op All In                   |
| 2021   | Tokio          | springconcours team op All In springconcours individueel op All In                      |

### Wereldruiterspelen
| Jaar | Plaats    | Resultaten |
| ---- | --------- | --- |
| 1994 | Den Haag  | 13e eventing individueel op Down Under                                                                        |
| 2010 | Lexington | 6e springconcours team op H&M Artic Auror Borealis 48e springconcours individueel op H&M Artic Auror Borealis |
| 2010 | Caen      | 6e springconcours team op Sibon 60e springconcours individueel op Sibon                                       |
| 2018 | Tryon     | springconcours team op H&M Christian K · 19e springconcours individueel op H&M Christian K                    |

1912: Lewenhaupt, Kilman, von Rosen ·
1920: König, von Rosen, Norling ·
1924: Thelning, Ståhle, Lundström ·
1928: Navarro, Álvarez, García ·
1936: Hasse, von Barnekow, Brandt ·
1948: Mariles, Uriza, Valdés ·
1952: White, Stewart, Llewellyn ·
1956: Winkler, Thiedemann, Lütke-Westhues ·
1960: Winkler, Thiedemann, Schockemöhle ·
1964: Schridde, Jarasinski, Winkler ·
1968: Day, Gayford, Elder ·
1972: Ligges, Wiltfang, Steenken, Winkler ·
1976: Parot, Rozier, Roguet, Roche ·
1980: Tsjoekanov, Poganovsky, Asmaje, Korolkov ·
1984: Fargis, Homfeld, Burr Howard, Smith ·
1988: Beerbaum, Brinkmann, Hafemeister, Sloothaak ·
1992: Raijmakers, Romp, Tops, Lansink ·
1996: Sloothaak, Nieberg, Kirchhoff, Beerbaum ·
2000: Beerbaum, Nieberg, Ehning, Becker ·
2004: Wylde, Ward, Madden, Kappler ·
2008: Ward, Kraut, Simpson, Madden ·
2012: Skelton, Maher, Brash, Charles ·
2016: Rozier, Staut, Bost, Leprévost ·
2020: von Eckermann, Baryard-Johnsson, Fredricson ·
2024: Maher, Charles, Brash
- Library of Congress Control Number: n2020003043
- Virtual International Authority File: 2458158005994402100001